# Marcelo dos Santos (bocha)
Marcelo dos Santos (Telêmaco Borba, 10 de setembro de 1972) é um jogador de bocha paralímpico brasileiro. 
Conquistou a medalha de prata nos Jogos Paralímpicos de Verão de 2016 no Rio de Janeiro, representando seu país na categoria duplas mistas BC4, ao lado de Dirceu Pinto e Eliseu dos Santos.